# 10e cérémonie des prix Génie
La 10e cérémonie des Prix Génie s'est déroulé le 22 mars 1989 pour récompenser les films sortis dans le courant de l'année. La cérémonie, animée par Dave Thomas, s'est déroulée à l’hôtel Westin Harbour Castle à Toronto.

## Palmarès
Le vainqueur de chaque catégorie est indiqué en gras

### Meilleur court métrage d'animation
- Le chat colla